# أردشير وكيل
أردشير وكيل (بالإنجليزية: Ardashir Vakil)‏ (1962، مومباي في الهند)؛ روائي هندي.